# Jacek Zglinicki
Jacek Zglinicki (ur. 14 lutego 1942, zm. 12 listopada 2004 w Warszawie) – polski trener piłki ręcznej. W czasie kariery trenerskiej dwukrotnie prowadził reprezentację Polski mężczyzn (w latach 1978-1980 oraz 1994-1996). Był szkoleniowcem reprezentacji Meksyku i Zjednoczonych Emiratów Arabskich. Pracował też w klubach KS Warszawianka, Al-Ain i Al-Jazira w Zjednoczonych Emiratach Arabskich oraz z meksykańskim zespołem futbolu amerykańskiego Aguilas Blancas (wielokrotnym mistrzem Meksyku w tej dyscyplinie).

## Życiorys
Absolwent Liceum im. gen. Karola Świerczewskiego (obecnie im. Miguela de Cervantesa) i warszawskiej Akademii Wychowania Fizycznego. Po studiach był m.in. nauczycielem wychowania fizycznego w macierzystym liceum; miał opinię człowieka, który umiał dotrzeć do tzw. trudnej młodzieży.

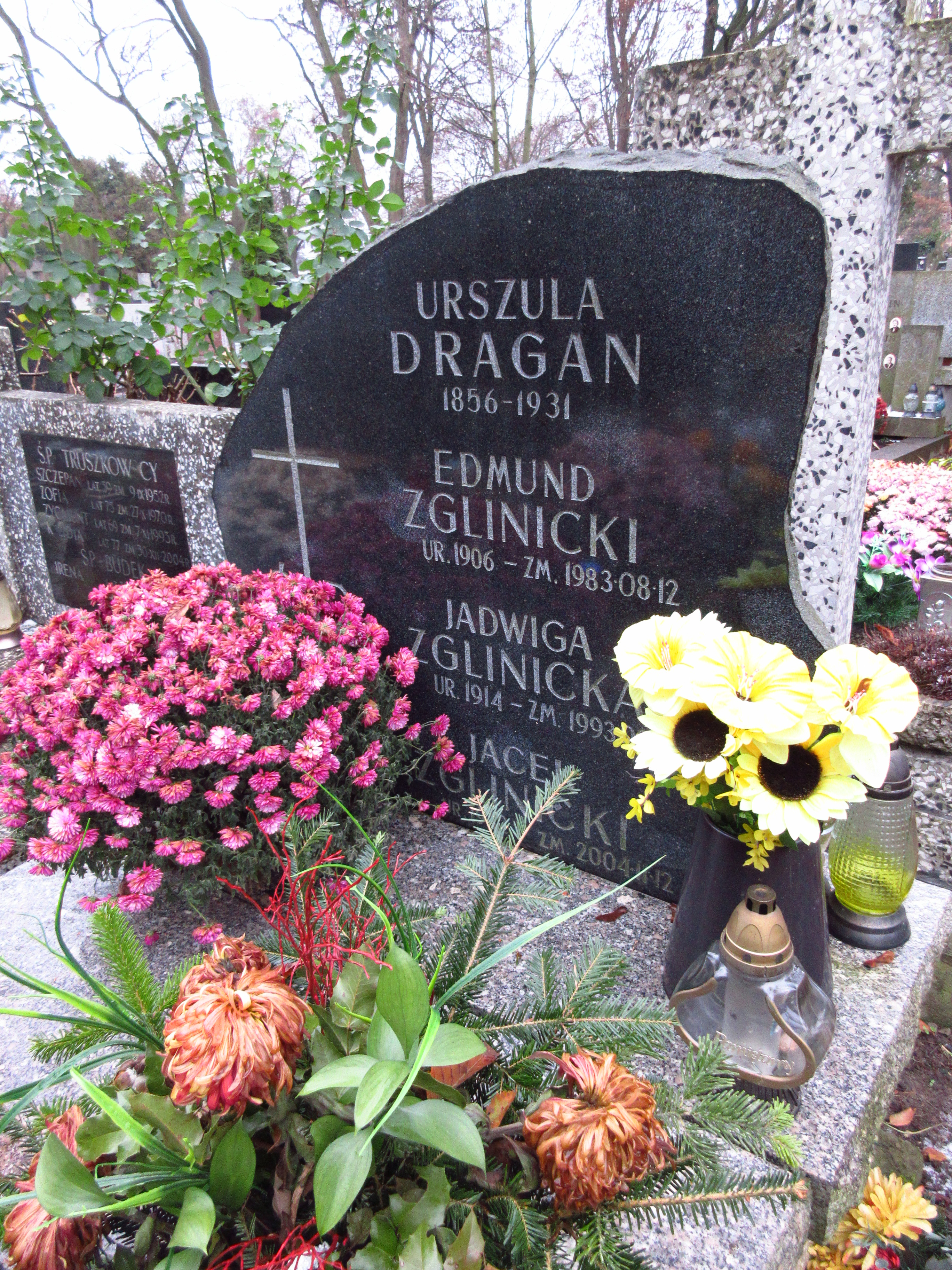
Grób Jacka Zglinickiego na Cmentarzu Bródnowskim.

Po raz pierwszy objął reprezentację mężczyzn w 1978, po Stanisławie Majorku, który na igrzyskach olimpijskich w Montrealu w 1976 doprowadził reprezentację do zdobycia brązowego medalu. W listopadzie 1979 r. Polacy przegrali z ekipą ZSRR 17:25 (7:11) w finale Pucharu Świata, który odbył się w Szwecji. Wcześniej zespół Jacka Zglinickiego pokonał m.in. ówczesnych mistrzów świata, drużynę RFN 15:11 oraz reprezentację NRD 19:16 i Szwecję 19:18. Na igrzyskach olimpijskich w Moskwie, w meczach fazy grupowej Polacy pokonali Kubę 34:19 i Danię 26:12, zremisowali z Węgrami 22:22 oraz przegrali z Hiszpanią 22:24 i z NRD 21:22. W efekcie zajęli 4. miejsce w grupie A i pozostało im grać o 7. lokatę – w meczu o nią pokonali Szwajcarów 23:22. Liderem kadry Jacka Zglinickiego był leworęczny rozgrywający, Jerzy Klempel, który do dziś pozostaje najskuteczniejszym reprezentantem w historii polskiej piłki ręcznej. Po igrzyskach w Moskwie, na których występ polskich szczypiornistów uznano za niepowodzenie, Jacek Zglinicki zakończył pierwszy okres prowadzenia reprezentacji. W kolejnym (1994-1996) Polacy nie grali w finałach żadnej z imprez mistrzowskich.
W 1985 doprowadził reprezentację Meksyku do 4. miejsca na mistrzostwach Ameryki, które odbyły się w brazylijskim Manaus. Do dziś jest to najlepszy wynik tego zespołu w historii startów w zawodach tej rangi.
Jacek Zglinicki jest współautorem największych sukcesów klubowych KS Warszawianka, a zarazem największych sukcesów jakiegokolwiek klubu z Warszawy w piłce ręcznej mężczyzn. Doprowadził Warszawiankę do wicemistrzostwa Polski: w 1994 (mistrzem została Iskra Kielce), a także brązowego medalu mistrzostw kraju w 1993. Pod wodzą Jacka Zglinickiego Warszawianka zdobyła też Puchar Polski w piłce ręcznej mężczyzn (1994).
W karierze klubowej pracował również w Gwardii Opole i Azotach Puławy. Cierpiał na nowotwór, ale bezpośrednią przyczyną śmierci by udar mózgu, którego doznał wracając z meczu ligowego.
Jacek Zglinicki osierocił córkę Katarzynę i syna Macieja, którzy także grali w piłę ręczną. Od 2005 do 2015 organizowali w Warszawie Memoriał Jacka Zglinickiego, w którym występowały zespoły juniorów młodszych z całej Polski. Pochowany na cmentarzu Bródnowskim (kwatera 71C-3-18).